# Pitágoras
Pitágoras de Samos (en griego antiguo Πυθαγόρας; Samos, c. 570-Metaponto, c. 490 a. C.), a menudo conocido simplemente como Pitágoras, fue un filósofo y polímata griego jonio, y fundador epónimo del pitagorismo. Sus enseñanzas políticas y religiosas fueron bien conocidas en la Magna Grecia e influyeron en las filosofías de Platón, Aristóteles y, a través de ellos, Occidente en general.  Lo que se sabe de su vida está envuelto por la leyenda, y no hay consenso entre los académicos modernos respecto a su educación o influencias. Eso sí, coinciden en que, alrededor del 530 a. C., viajó a Crotona, en el sur de Italia, donde fundó una escuela ético-política en la que iniciados hacían juramentos de secreto y vivían un estilo de vida comunitario y ascético, con creencias y observancias comunes, entre las que se incluían normas prescriptivas (como la prohibición de comer legumbres o ciertas carnes), la preservación y búsqueda del conocimiento esotérico y la reverencia al propio fundador. Aunque de naturaleza religiosa, esta escuela formuló principios que influyeron en el pensamiento de Platón y Aristóteles y contribuyeron al desarrollo de las matemáticas y la filosofía racional occidental.
En la antigüedad, a Pitágoras se le atribuyeron muchos descubrimientos matemáticos y científicos, entre ellos el teorema de Pitágoras, la afinación pitagórica, los cinco sólidos regulares, la teoría de las proporciones, la esfericidad de la Tierra y la identidad de las estrellas de la mañana y de la tarde con el planeta Venus. Se decía que fue el primer hombre en autodenominarse filósofo («amante de la sabiduría») y que fue el primero en dividir el globo en cinco zonas climáticas. Se creía tradicionalmente que Pitágoras había contribuido de manera significativa en el avance de la matemática helénica, la geometría y la aritmética, derivadas particularmente de las relaciones numéricas y aplicadas, por ejemplo, a la teoría de pesos y medidas, a la teoría de la música o a la astronomía. Los historiadores clásicos debaten si Pitágoras hizo realmente estos descubrimientos, y muchos de los logros que se le atribuyen probablemente se originaron antes o fueron realizados por colegas o sucesores suyos. Si bien algunos relatos mencionan que la filosofía asociada con Pitágoras estaba relacionada con las matemáticas y que los números eran importantes, se debate hasta qué punto contribuyó realmente a las matemáticas o a la filosofía natural, si es que lo hizo en absoluto.
Es el fundador de la Escuela pitagórica, una sociedad que, además de ser predominantemente religiosa, se interesaba en medicina, cosmología, filosofía, ética y política, entre otras disciplinas. El pitagorismo formuló principios que influyeron tanto en Platón como en Aristóteles y, de manera más general, en el posterior desarrollo de la matemática y en la filosofía racional en Occidente. Pitágoras influyó en Platón, cuyos diálogos, especialmente su Timeo, muestran enseñanzas pitagóricas.
La enseñanza que se identifica con mayor certeza con Pitágoras es la de la «transmigración de las almas» o metempsicosis, que sostiene que cada alma es inmortal y, al morir, entra en un nuevo cuerpo, con castigos y recompensas por el comportamiento en vidas anteriores. También es posible que Pitágoras haya ideado la doctrina de la musica universalis (o de la armonía de las esferas), que sostiene que los planetas se mueven según ecuaciones matemáticas y, por lo tanto, resuenan para producir una sinfonía musical inaudible. Respecto a la música, sus conceptos de I, IV y V fueron los pilares fundamentales en la armonización griega y son los utilizados hoy en día. Los académicos debaten si Pitágoras desarrolló las enseñanzas numerológicas y musicales que se le atribuyen, o si esas enseñanzas fueron desarrolladas por sus seguidores posteriores, en particular Filolao de Crotona. Tras la decisiva victoria de Crotona sobre Síbaris en torno al año 510 a. C., los seguidores de Pitágoras entraron en conflicto con los partidarios de la democracia, y las casas de reunión pitagóricas fueron quemadas. Es posible que Pitágoras haya muerto durante esta persecución, o que haya escapado a Metaponto y muerto allí.
No se ha conservado escrito original alguno de Pitágoras. Sus discípulos —los pitagóricos— invariablemente justificaban sus doctrinas citando la autoridad del maestro de forma indiscriminada, por lo que resulta difícil distinguir entre los hallazgos de Pitágoras y los de sus seguidores. Se le atribuye a Pitágoras la teoría de la significación funcional de los números en el mundo objetivo y en la música; otros descubrimientos, como la inconmensurabilidad de la diagonal de un cuadrado de lado mensurable o el teorema de Pitágoras para los triángulos rectángulos, fueron probablemente desarrollados por la Escuela pitagórica. Las ideas pitagóricas sobre la perfección matemática también influyeron en el arte griego antiguo. Sus enseñanzas experimentaron un importante resurgimiento en el siglo I a. C. entre los platónicos medios, coincidiendo con el auge del neopitagorismo. Pitágoras siguió siendo considerado un gran filósofo durante toda la Edad Media y su filosofía tuvo un gran impacto en científicos como Nicolás Copérnico, Johannes Kepler o Isaac Newton. El simbolismo pitagórico también se utilizó en todo el esoterismo europeo de principios de la era moderna, y sus enseñanzas, tal como se describen en Las metamorfosis de Ovidio, influirían más tarde en el movimiento vegetariano moderno.

## Fuentes biográficas

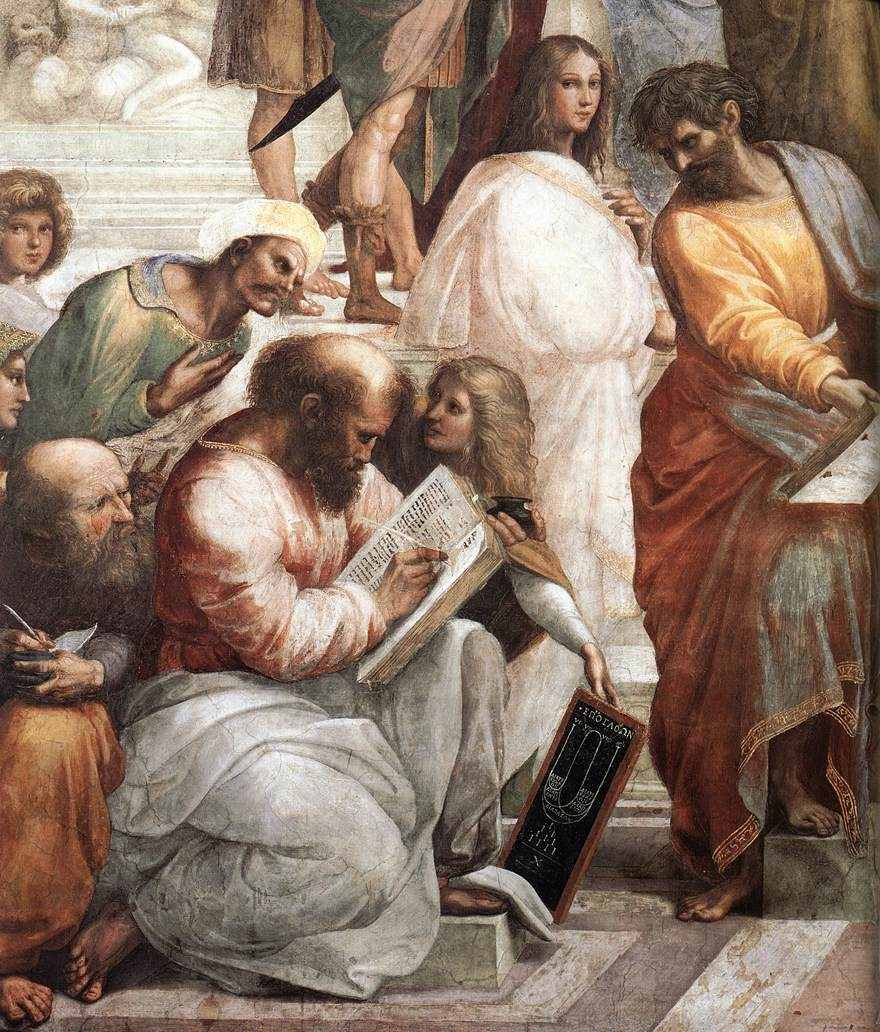
Pitágoras, detalle de La escuela de Atenas, de Rafael Sanzio.

## Biografía

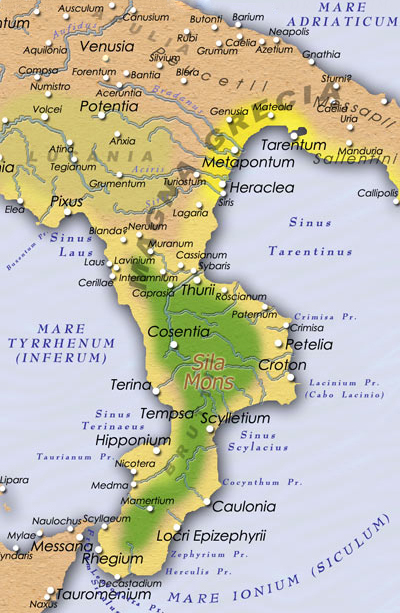
Ciudad de Crotona en la Magna Grecia, área de influencia de Pitágoras y los pitagóricos.

## La hermandad pitagórica

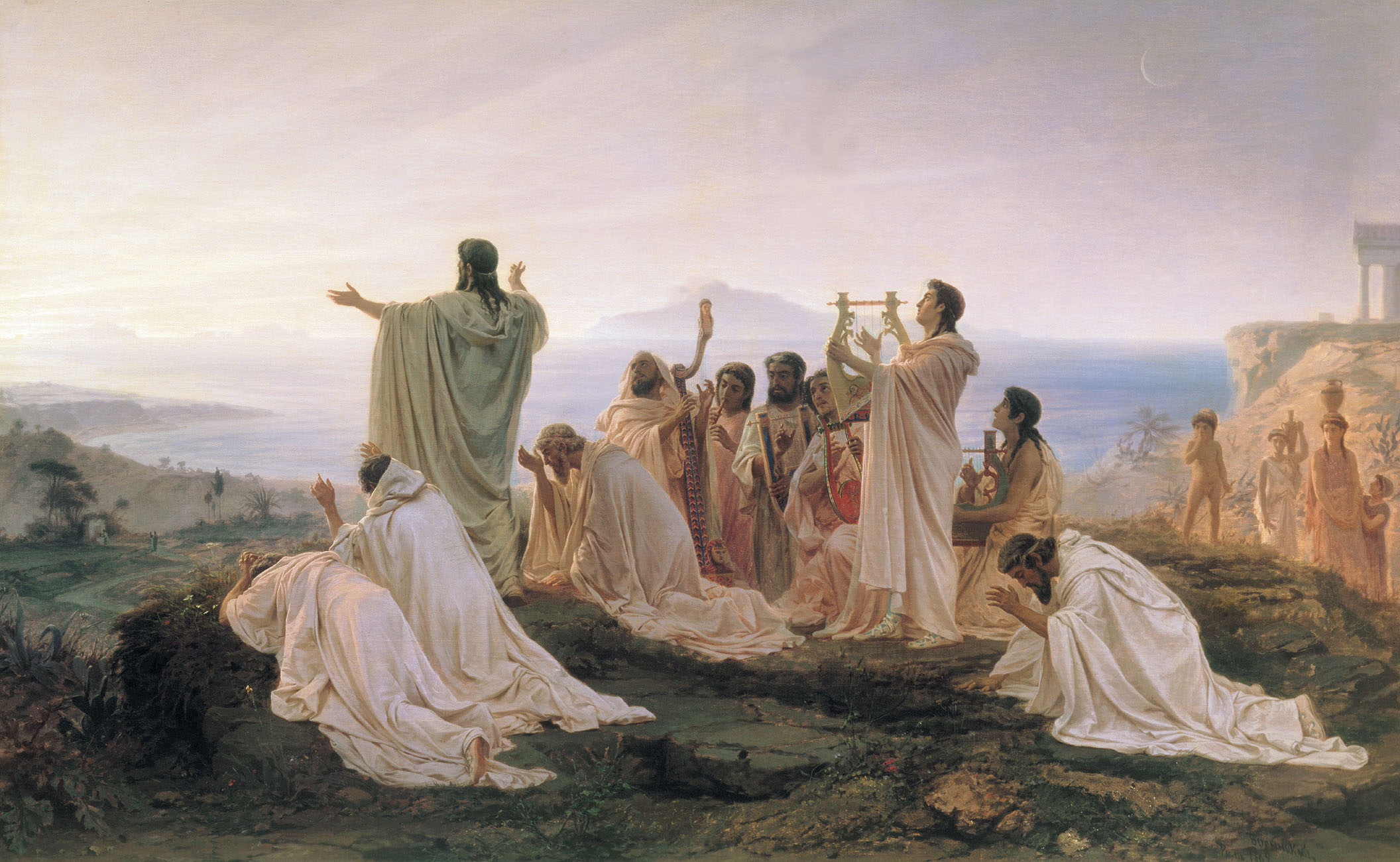
Pitagóricos celebrando el amanecer. Óleo de Fyodor Bronnikov.

## Cosmovisión

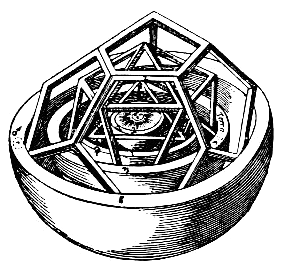
Modelo de los cinco sólidos platónicos. Mysterium Cosmographicum.

### Música

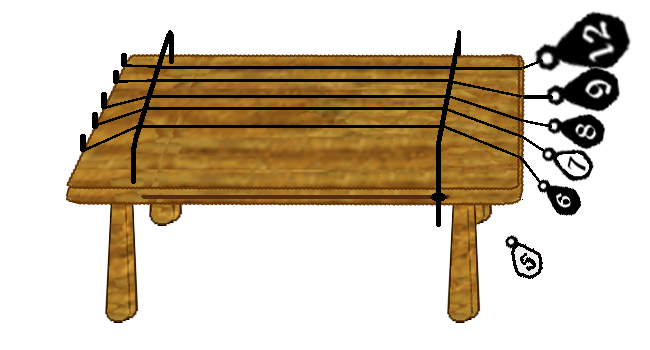
Monocordio. Instrumento usado por Pitágoras para investigar la equivalencia entre números, pesos y sonidos.

### Matemáticas

Tetraktys.

Teorema de Pitágoras.

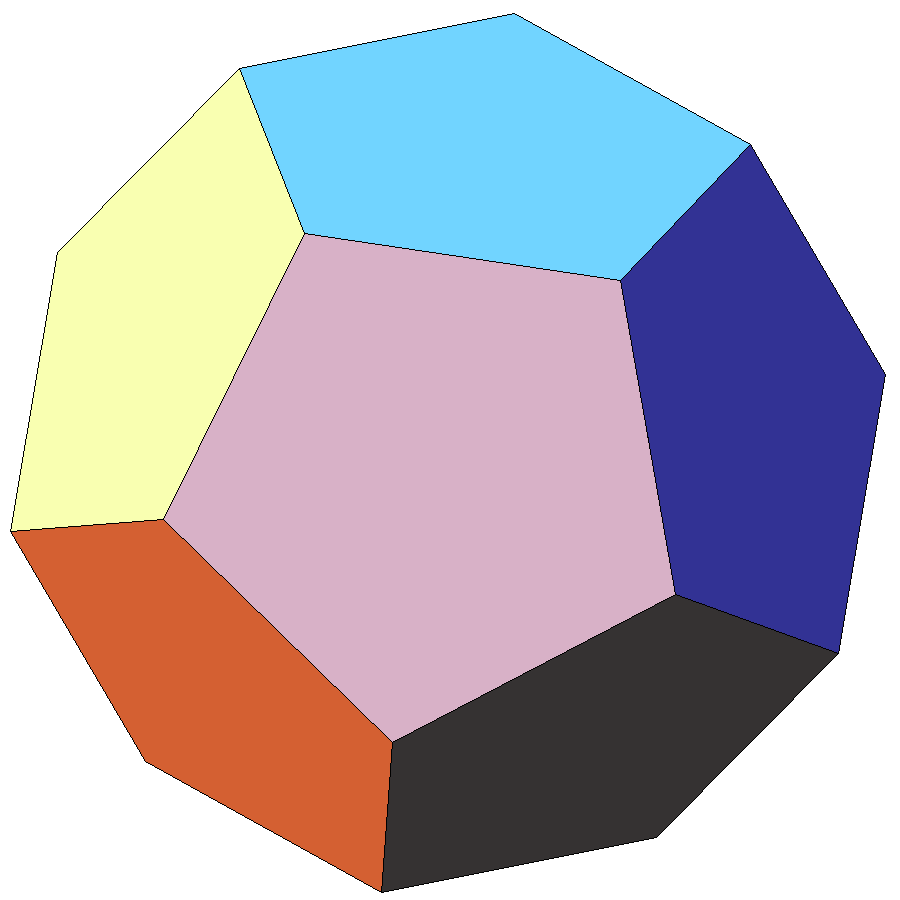
Dodecaedro.

## Influencia

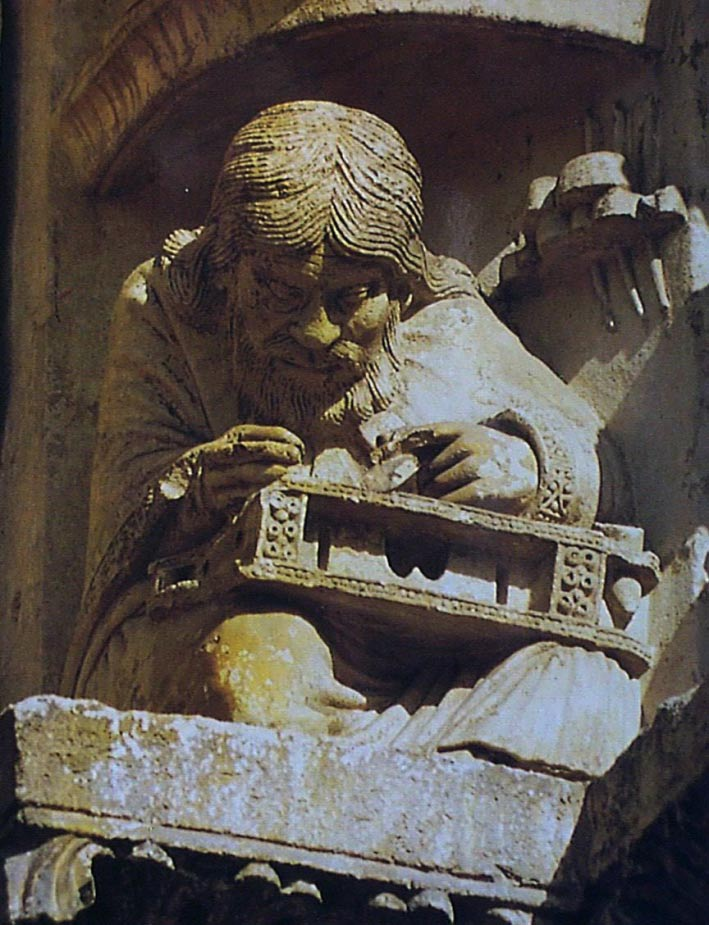
Representación de Pitágoras en el Pórtico Real de la catedral de Chartres.